# Sohland an der Spree
Sohland an der Spree (alt sòrab: Załom) és un municipi alemany que pertany a l'estat de Saxònia. Es troba a 15 kilòmetres al sud de Bautzen i limita amb Schirgiswalde i Crostau al nord, Oppach a l'oest, Šluknov, Velký Šenov i Lipová al sud i Steinigtwolmsdorf a l'oest.

## Districtes
1. Wendisch-Sohland mit Frühlingsberg
2. Ellersdorf
3. Alt-Scheidenbach
4. Neu-Scheidenbach
5. Nieder-Sohland
6. Neusorge
7. Carlsruhe
8. Pachterhof
9. Sohland Mitteldorf
10. Hinterm Hohberg (Äußerst-Mittel-Sohland)
11. Pilzdörfel (Neu-Mittel-Sohland)
12. Oberdorf mit "Wiese"
13. Neudorf
14. Tännicht (Neu-Ober-Sohland)
15. Gütchen (Schafhirtsches G.)

## Agermanaments
- Rocca Priora